# 沼ノ端駅
沼ノ端駅（ぬまのはたえき）は、北海道苫小牧市沼ノ端中央3丁目にある北海道旅客鉄道（JR北海道）の駅である。駅番号はH17。電報略号はハタ。事務管理コードは▲130326。

## 概要
室蘭本線を所属線としており、千歳線を加えた2路線が乗り入れている。当駅は千歳線の起点であるが、千歳線の列車はすべて室蘭本線の苫小牧駅まで乗り入れている。すべての普通列車のほか、優等列車は特急「すずらん」のみ停車する。室蘭本線の交流電化区間は当駅から室蘭駅までで、岩見沢駅方面は非電化区間となっている。千歳線は全線電化されている。
当駅はKitaca利用可能エリアに含まれるが、対象は室蘭本線の苫小牧方面および千歳線に限られており、室蘭本線追分方面へは利用できない。

## 歴史

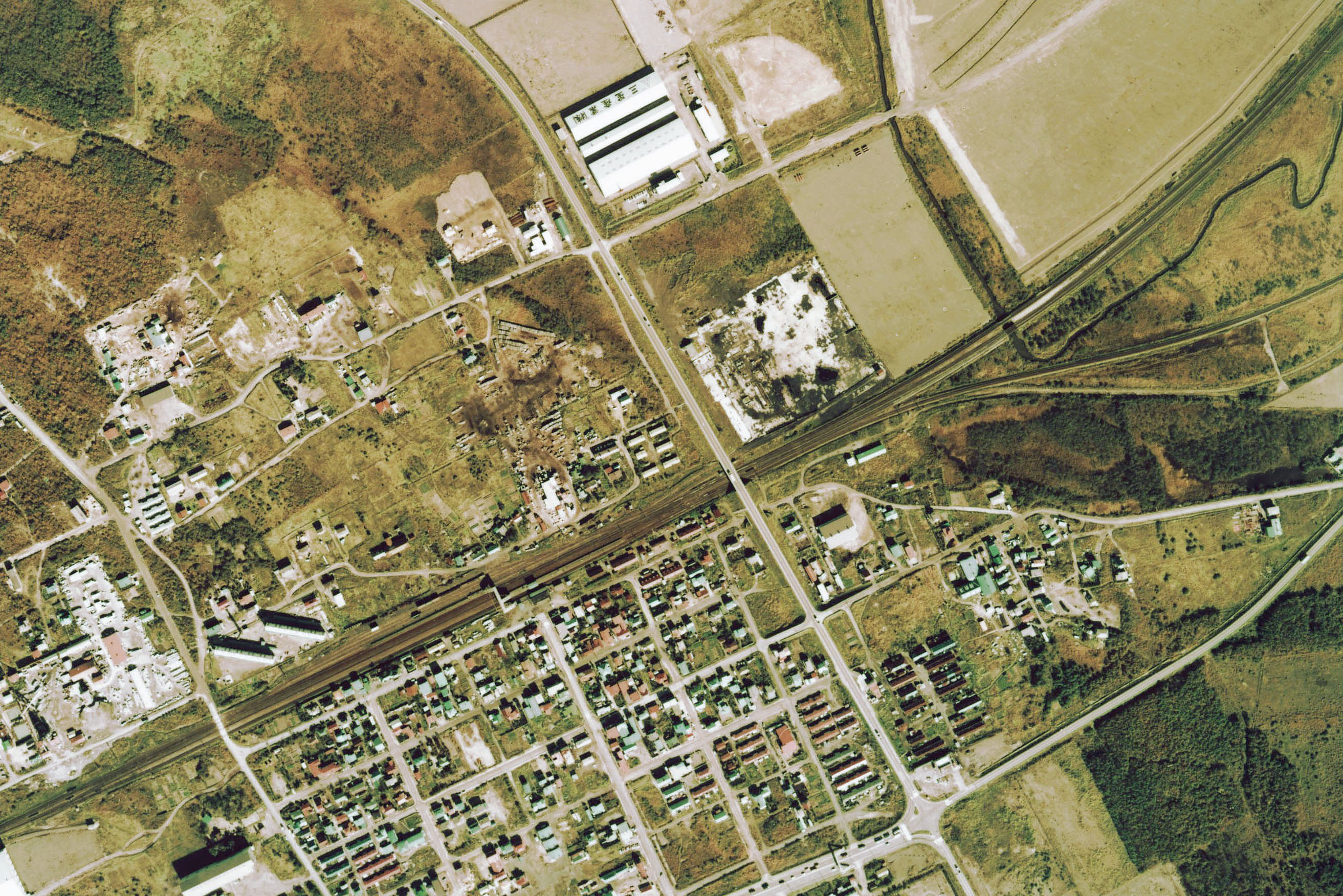
1975年の沼ノ端駅と周囲約1km×1.5km範囲。北側はウトナイ湖岸の湿地帯が広がる。右側の上は外から千歳線下り、室蘭本線複線。下が千歳線上りでその外には1969年9月の複線化に伴う線形改良前の旧線跡があるが、この線は元来このまま東へ直進する北海道鉄道(2代)の金山線から分岐した札幌線の軌道をそのまま使っていたために、このような線形になっていた。駅裏右上に撤退した広島燃料興業の工場への専用線が残されている。また左下写真外の本線駅表側に士幌町農協倉庫があり、日高本線から専用線が引き込まれていたが、こちらは苫小牧駅の管轄であった。

- 1898年（明治31年）2月1日：北海道炭礦鉄道の駅として開業[6]。一般駅[4]。
- 1906年（明治39年）10月1日：北海道炭礦鉄道の鉄道路線国有化により、官設鉄道に移管[4]。
- 1914年（大正5年）5月：当駅 - 植苗地域間に馬車軌道敷設。主に植苗からの木材、木炭の運搬に使用[7]。
- 1922年（大正11年）7月24日：北海道鉱業鉄道（後の北海道鉄道（2代））金山線（後の富内線）開業[1][8]。
- 1926年（大正15年）8月21日：北海道鉄道札幌線（後の千歳線）開業[1]。
- 1943年（昭和18年）
  - 8月1日：戦時買収により北海道鉄道（2代）が国有化[1]。千歳線[1]、富内線となる。当駅構内の増改築が行われる。
  - 11月1日：富内線沼ノ端駅 - 豊城駅間休止（実質的に廃止）[9]。
- 1964年（昭和39年）8月5日：広島燃料興業の専用線敷設[10]。
- 1969年（昭和44年）
  - 9月25日：千歳線複線化供用開始[11]。
  - 12月：駅舎改築[12]。
- 1972年（昭和47年）10月：苫小牧東部大規模工業基地開発に伴う、掘り込み水路新設に支障するため、北海道知事から国鉄北海道総局に日高本線の付け替え要請。これにより検討された付け替え路線の案では室蘭本線と別れる当駅の手前で現在線と別れ、室蘭本線と並走しながら当駅に乗り入れ、その後室蘭本線と別れて現在の国道235号に沿いながら大きく北に迂回し、浜厚真駅の先で現在線と合流するものが検討されていたが[13]、苫東地区の開発縮小により未成に終わった。
- 1978年（昭和53年）6月21日：当駅構内にて室蘭本線・千歳線の電化工事起工式[14]。
- 1980年（昭和55年）
  - 5月15日：貨物取扱い廃止[4]。業務委託駅となる[新聞 1]。
  - 10月1日：電化開業[14]。
- 1984年（昭和59年）
  - 2月1日：荷物取扱い廃止[4]。
  - 4月1日：駅員無配置駅となり[15]、簡易委託化。
- 1987年（昭和62年）4月1日：国鉄分割民営化により北海道旅客鉄道（JR北海道）に継承[1]。
- 2000年（平成12年）：簡易委託廃止、無人化。自動券売機設置。
- 2005年（平成17年）11月15日：沼ノ端駅北交通広場オープン[新聞 2]。
- 2007年（平成19年）
  - 10月1日：ダイヤ改正、L特急「すずらん」停車[新聞 3][新聞 4]。
  - 12月18日：自由通路完成[新聞 5][新聞 6]。旧駅舎・北側通路・旧乗換跨線橋を廃止[JR北 1]。
- 2008年（平成20年）10月25日：室蘭本線苫小牧方面および千歳線でICカード「Kitaca」の利用が可能となる[1]。

## 駅構造
南口側から、島式ホーム1面2線（1・2番のりば）、単式ホーム1面1線（3番のりば）、計2面3線を有する地上駅。苫小牧駅管理の無人駅。自動券売機・簡易Kitaca改札機設置。駅を南北に結ぶ自由通路からホームに入る構造となっている。2・3番のりばの間にある中線は貨物列車などの待避線となっており、ホームも架線もない。

### のりば
| 番線 | 路線      | 方向 | 行先             |
| ---- | --------- | ---- | ---------------- |
| 1    | ■千歳線   | 上り | 苫小牧・室蘭方面 |
| 2    | ■室蘭本線 | 上り | 苫小牧・糸井方面 |
| 3    | ■千歳線   | 下り | 札幌・ほしみ方面 |
| 3    | ■室蘭本線 | 下り | 追分・岩見沢方面 |

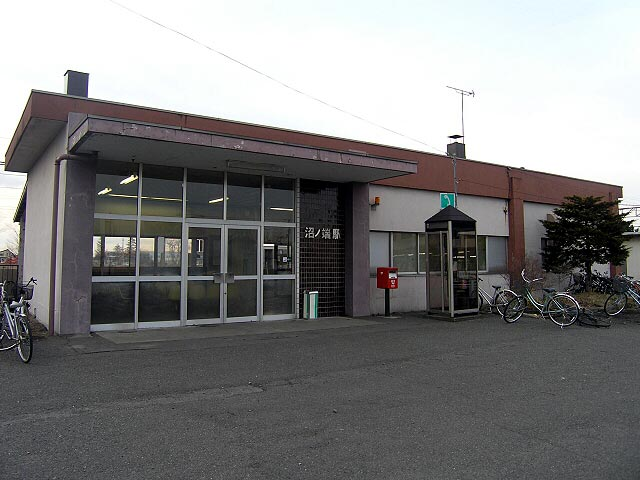
改築前の旧駅舎（2005年4月）
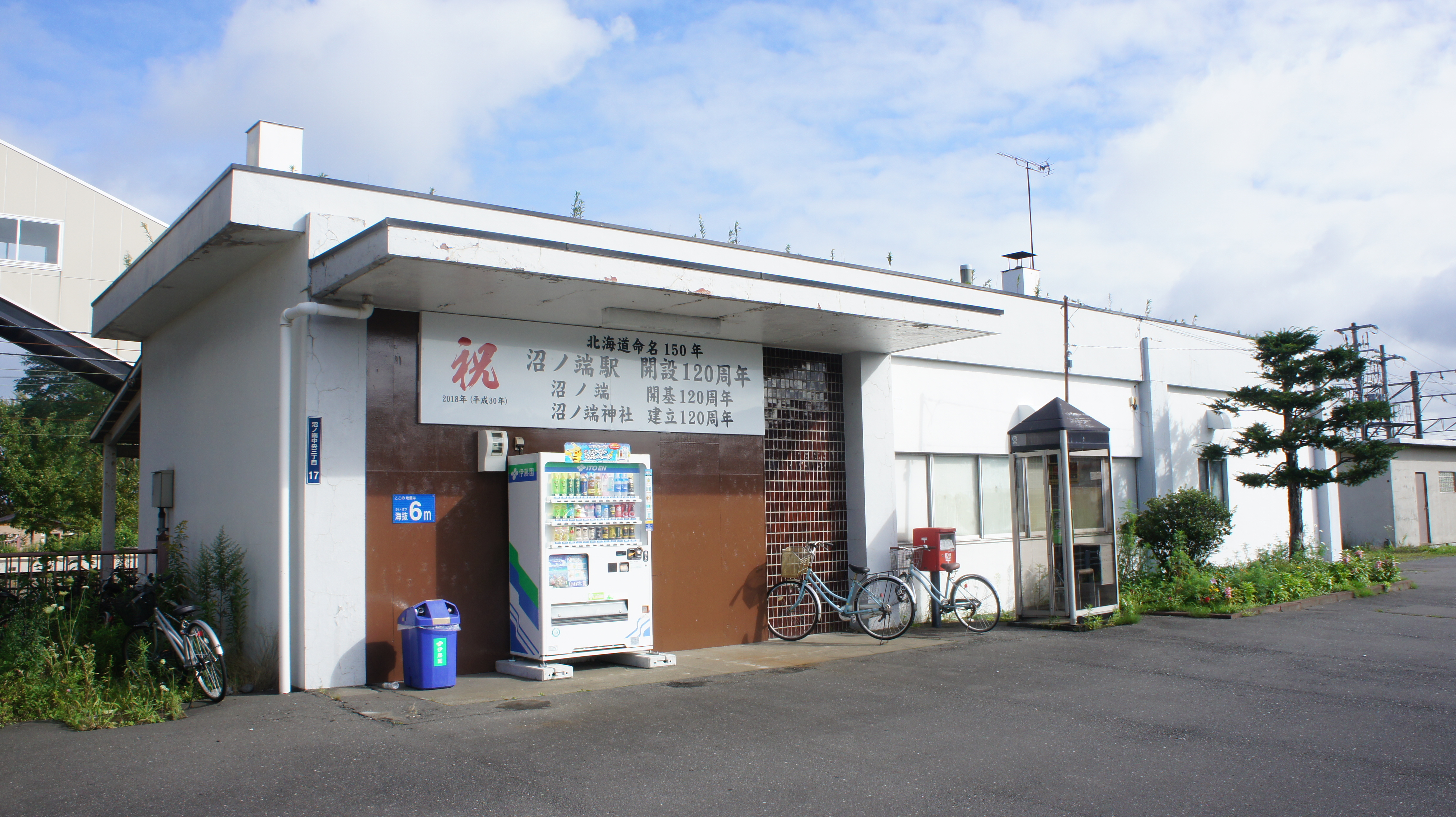
閉鎖された旧駅舎（2018年9月）
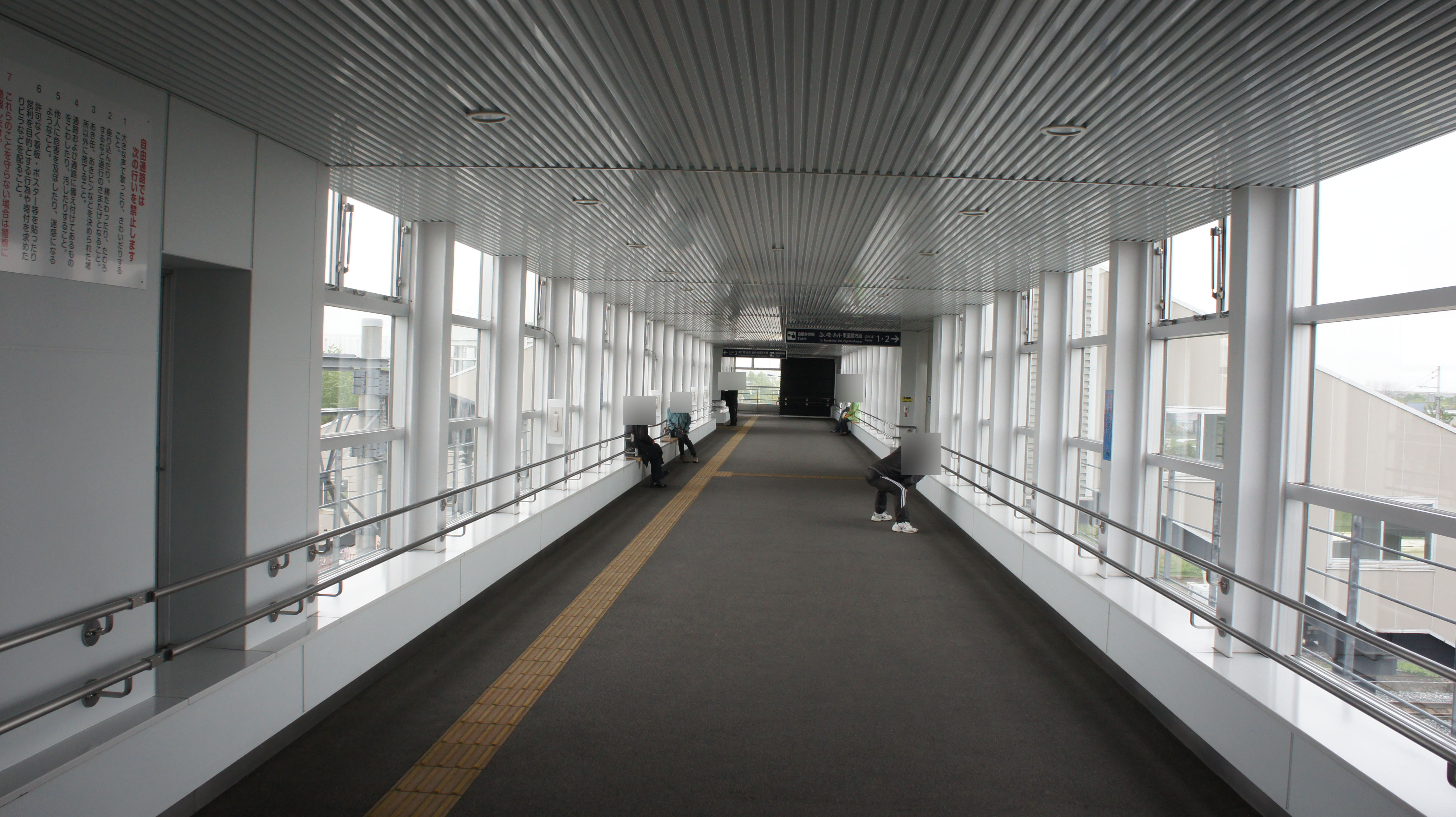
自由通路内（2017年5月）
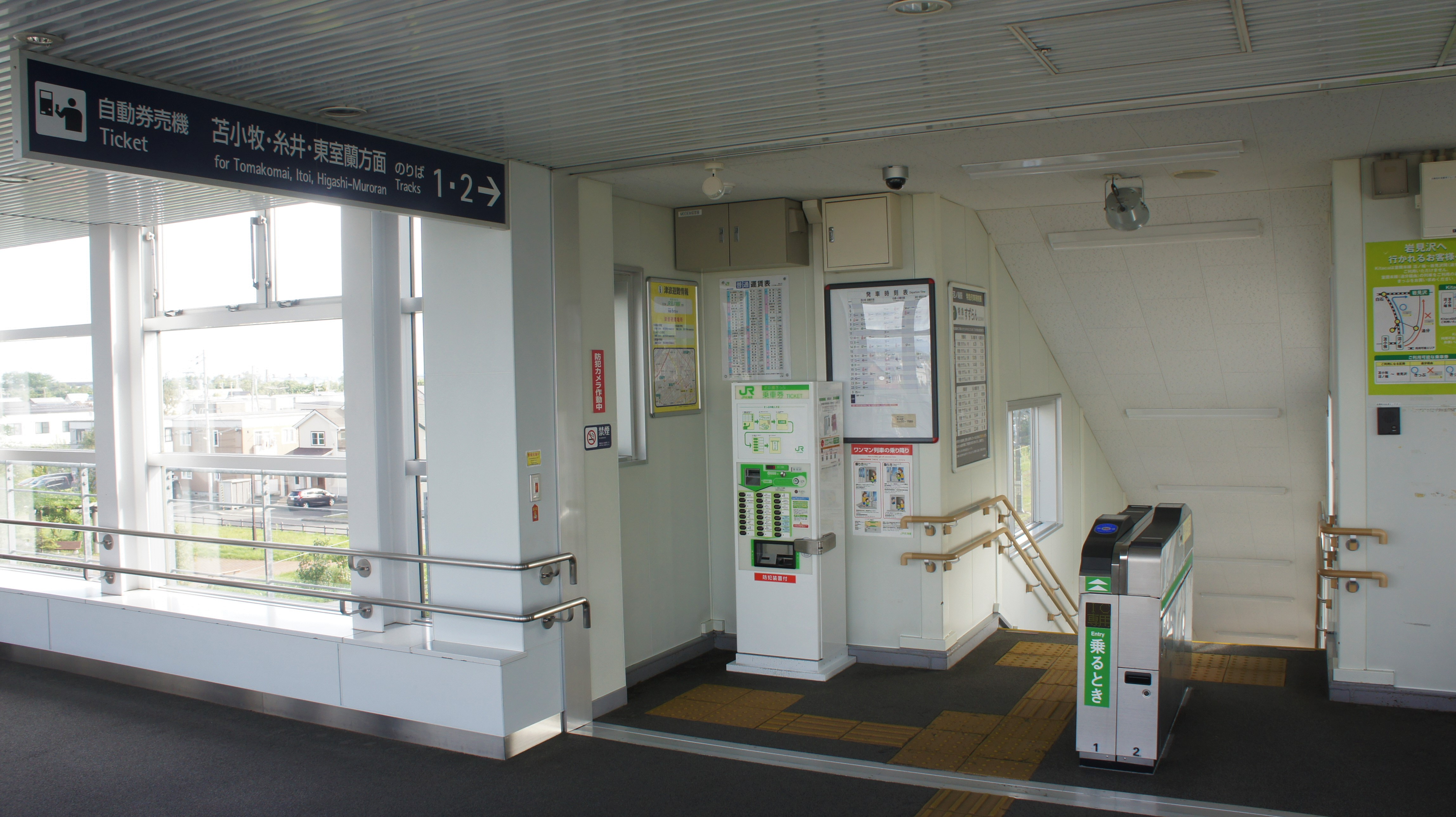
1・2番線改札口（2018年9月）
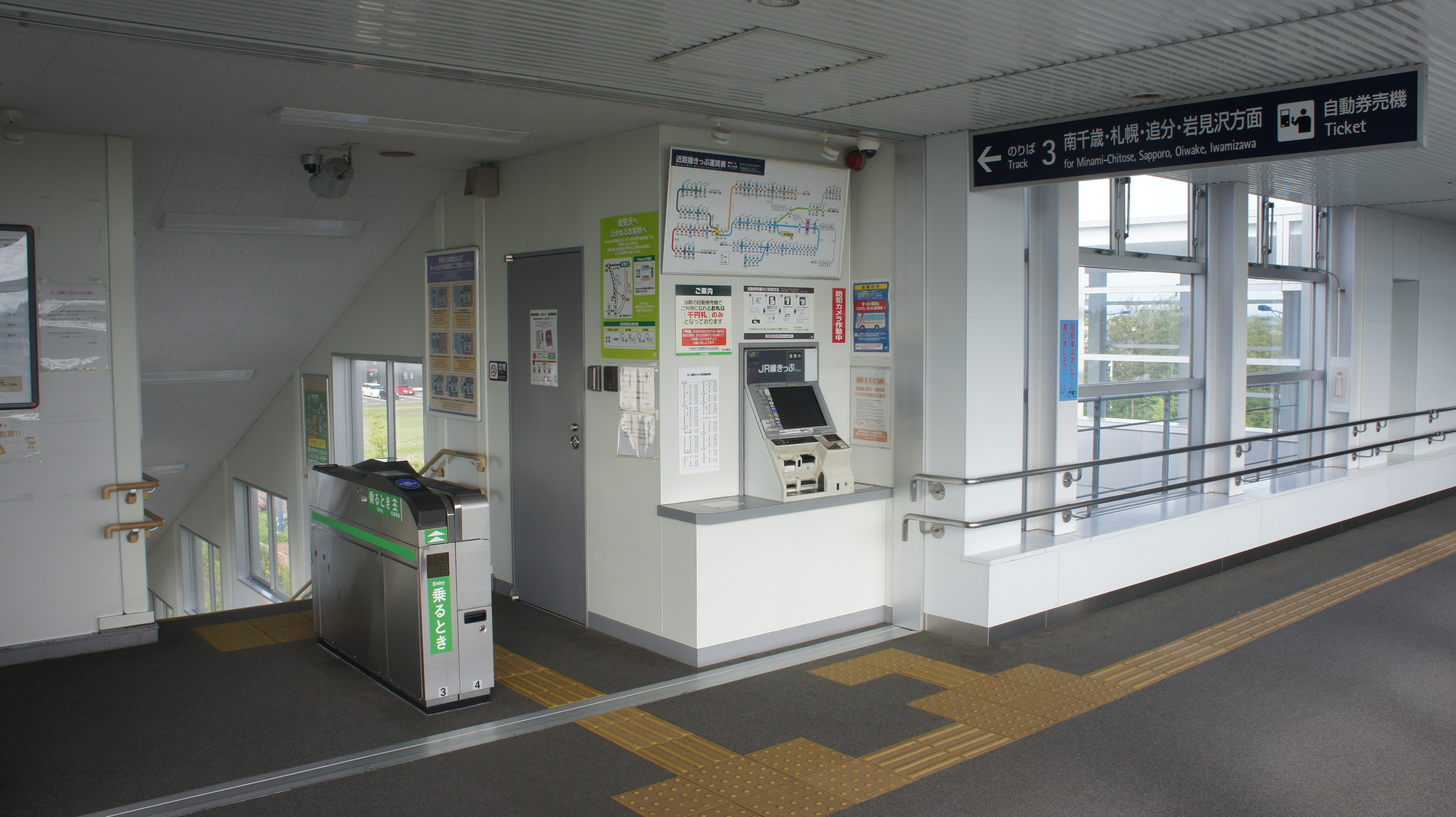
3番線改札口（2018年9月）
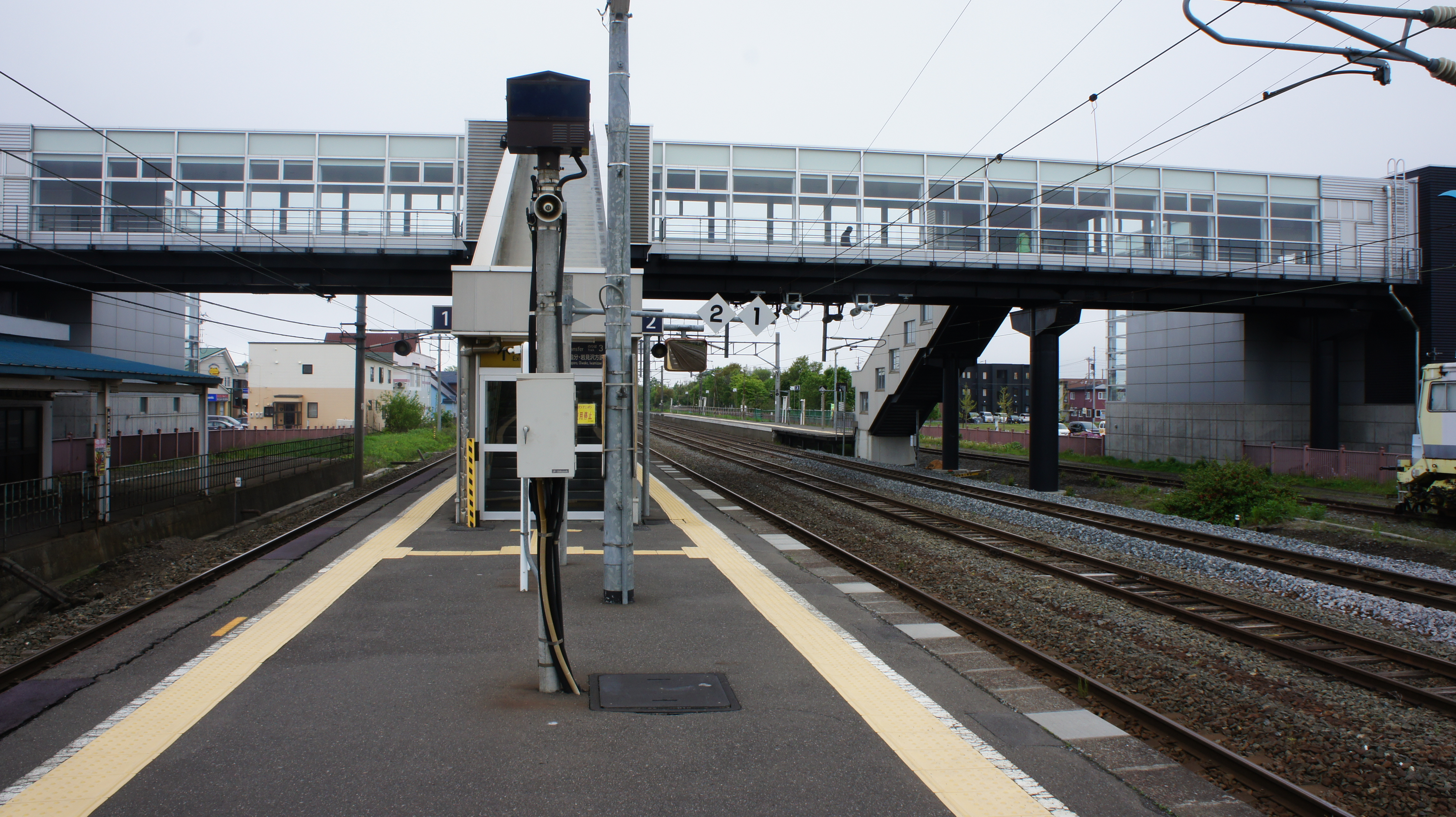
ホーム（1・2番線）（2017年5月）
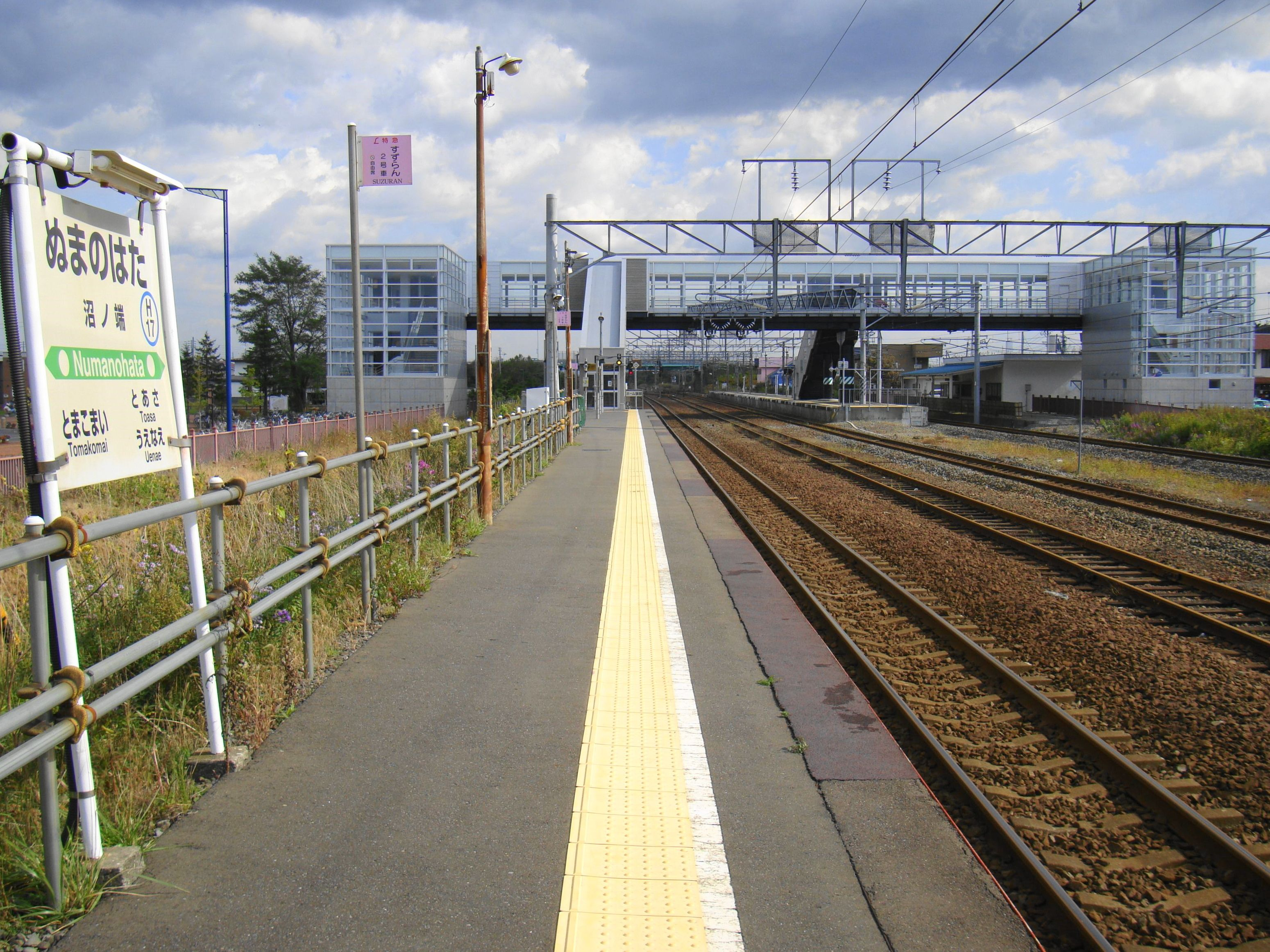
ホーム（3番線）（2011年10月）
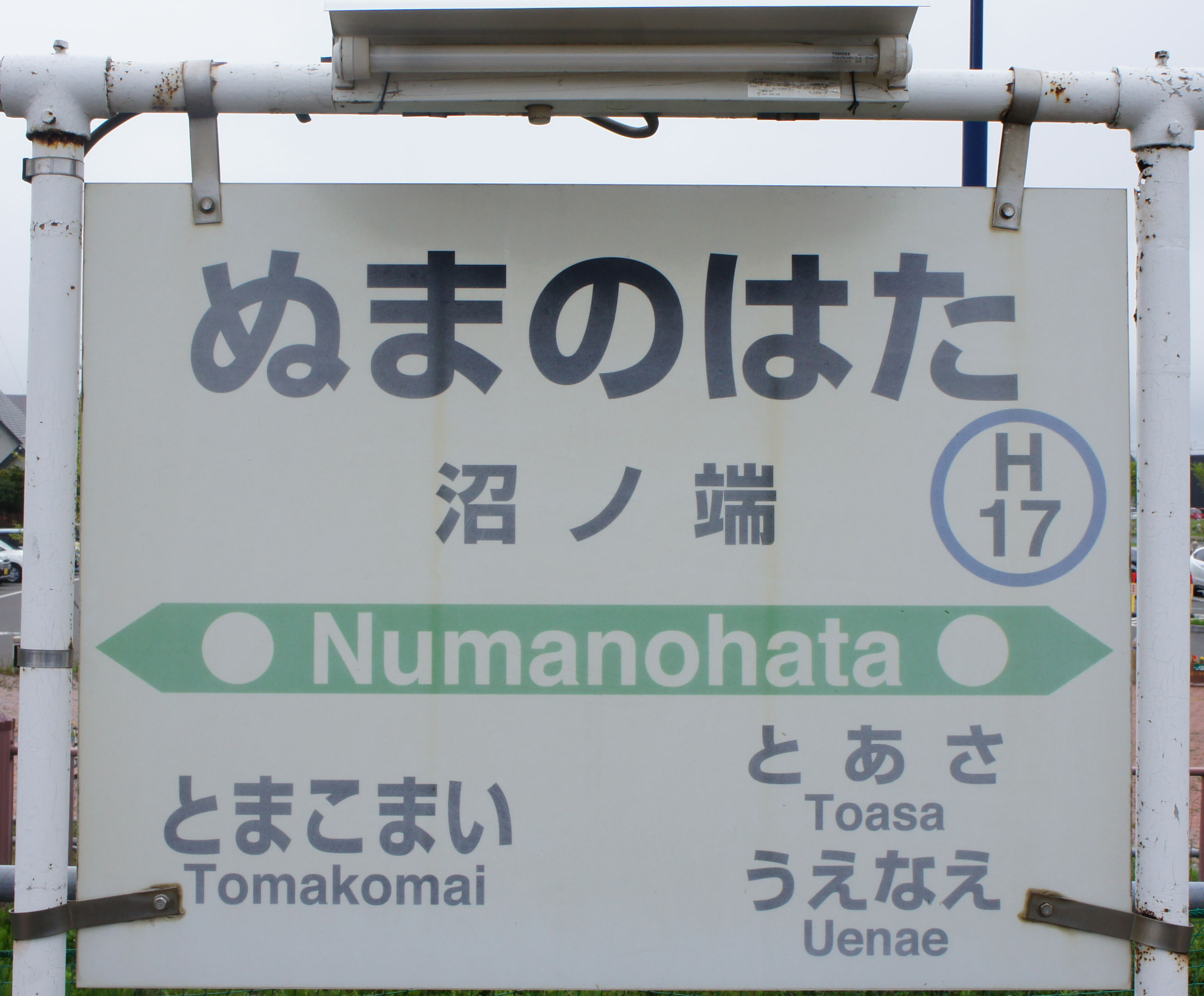
駅名標（2017年5月）

## 利用状況
乗車人員の推移は以下のとおり。年間の値のみ判明している年については、当該年度の日数で除した値を括弧書きで1日平均欄に示す。乗降人員のみが判明している場合は、1/2した値を括弧書きで記した。また、「JR調査」については、当該の年度を最終年とする過去5年間の各調査日における平均である。
| 年度               | 乗車人員 | 乗車人員 | 乗車人員 | 出典        | 備考             |
| 年度               | 年間     | 1日平均  | JR調査   | 出典        | 備考             |
| ------------------ | -------- | -------- | -------- | ----------- | ---------------- |
| 1992年（平成04年） |          | (304.0)  |          | [ 17 ]      | 1日乗降人員：608 |
| 1997年（平成09年） |          | 335      |          | [ * 1 ]     |                  |
| 1998年（平成10年） |          | 338      |          | [ * 1 ]     |                  |
| 1999年（平成11年） |          | 328      |          | [ * 1 ]     |                  |
| 2016年（平成28年） |          |          | 669.8    | [ JR北 3 ]  |                  |
| 2017年（平成29年） |          |          | 679.4    | [ JR北 4 ]  |                  |
| 2018年（平成30年） |          |          | 699.8    | [ JR北 5 ]  |                  |
| 2019年（令和元年） |          |          | 694.0    | [ JR北 6 ]  |                  |
| 2020年（令和02年） |          |          | 664.0    | [ JR北 7 ]  |                  |
| 2021年（令和03年） |          |          | 630.6    | [ JR北 8 ]  |                  |
| 2022年（令和04年） |          |          | 625.6    | [ JR北 9 ]  |                  |
| 2023年（令和05年） |          |          | 630.0    | [ JR北 10 ] |                  |

## 駅周辺
バス停留所は北口が道南バス、ジェイ・アール北海道バス（特急とまも号）による「沼ノ端駅北口」停留所、南口が道南バス、あつまバスによる「沼ノ端駅前」停留所となっている。
2021年（令和3年）4月1日の日高本線鵡川駅以南廃止に伴い、新規路線や当駅に乗り入れていなかった既存路線が乗り入れるようになり、当駅（停留所）にて鵡川・静内方面のバスと新千歳空港・札幌方面の列車・バスの接続を考慮する便も設定される。
北口
- DCM沼ノ端店
- マックスバリュ沼ノ端店
- 苫小牧市沼ノ端交流センター
- 苫小牧市沼ノ端スポーツセンター（アブロス沼ノ端スポーツセンター）
- 苫小牧市沼ノ端スケートセンター（ダイナックス沼ノ端アイスアリーナ）
- 苫小牧警察署沼ノ端北交番
- 苫小牧信用金庫沼ノ端北支店
- ツルハドラッグ沼ノ端北店
- 西松屋苫小牧東店
- フードD生鮮市場沼ノ端店
- コープさっぽろぬまのはた店（2024年11月14日オープン[20]）
- 無印良品 コープさっぽろぬまのはた（2025年2月オープン予定[新聞 7]）

南口
- 苫小牧市沼ノ端コミュニティセンター
- 沼ノ端郵便局
- 苫小牧信用金庫沼ノ端支店
- ホクレンショップ沼ノ端店
- 苫小牧警察署沼ノ端交番
- ツルハドラッグ沼ノ端店

## その他

### 運賃制度の特例
追分方面列車と千歳方面列車との乗り継ぎに関して、当駅を通過する列車に係るものに限り当駅と苫小牧駅間の区間外乗車が認められている。

### 日本一の直線区間
苫小牧・室蘭方面は当駅を出てすぐの地点から白老駅付近まで28.7 kmの直線区間が続き、日本国内で最も長い鉄道の直線区間となっている。

## 隣の駅
北海道旅客鉄道（JR北海道）

■室蘭本線
苫小牧駅 (H18) - （貨）苫小牧貨物駅 - 沼ノ端駅 (H17) - 遠浅駅
■千歳線（苫小牧駅 - 当駅間は室蘭本線）
苫小牧駅 (H18) - （貨）苫小牧貨物駅 - 沼ノ端駅 (H17) - 植苗駅 (H16)

### かつて存在した路線
鉄道省（国有鉄道）
富内線
沼ノ端駅 - 北松田駅

### 未成線
日本国有鉄道
日高本線（新線　未成線）
苫小牧駅 - （苫小牧操車場） - 沼ノ端駅 - (柏原信号場) - 上厚真駅

### JR北海道
1. ↑  『沼ノ端駅のご利用経路が変わります』（PDF）（プレスリリース）北海道旅客鉄道（JR北海道）、2007年12月4日。オリジナルの2016年6月1日時点におけるアーカイブ。2016年1月26日閲覧。
2. ↑  線区別のご利用状況
3. ↑  「■室蘭線(沼ノ端・岩見沢間)」『駅別乗車人員  特定日調査（平日）に基づく』（PDF）（レポート）北海道旅客鉄道、2017年12月8日、8頁。オリジナルの2021年3月4日時点におけるアーカイブ。2025年6月19日閲覧。
4. ↑  「■室蘭線(沼ノ端・岩見沢間)」『駅別乗車人員  特定日調査（平日）に基づく』（PDF）（レポート）北海道旅客鉄道、2018年7月2日、8頁。オリジナルの2021年3月4日時点におけるアーカイブ。2025年6月19日閲覧。
5. ↑  「■室蘭線(沼ノ端・岩見沢間)」『駅別乗車人員  特定日調査（平日）に基づく』（PDF）（レポート）北海道旅客鉄道、2019年10月18日、8頁。オリジナルの2021年3月4日時点におけるアーカイブ。2025年6月19日閲覧。
6. ↑  「■室蘭線(沼ノ端・岩見沢間)」『駅別乗車人員  特定日調査（平日）に基づく』（PDF）（レポート）北海道旅客鉄道、2020年10月30日、8頁。オリジナルの2022年1月30日時点におけるアーカイブ。2025年6月19日閲覧。
7. ↑  「■室蘭線(沼ノ端・岩見沢間)」『駅別乗車人員  特定日調査（平日）に基づく』（PDF）（レポート）北海道旅客鉄道、7頁。オリジナルの2023年5月11日時点におけるアーカイブ。2025年6月19日閲覧。
8. ↑  「■室蘭線(沼ノ端・岩見沢間)」『駅別乗車人員  特定日調査（平日）に基づく』（PDF）（レポート）北海道旅客鉄道、7頁。オリジナルの2022年9月3日時点におけるアーカイブ。2022年9月3日閲覧。
9. ↑  「■室蘭線(沼ノ端・岩見沢間)」『駅別乗車人員  特定日調査（平日）に基づく』（PDF）（レポート）北海道旅客鉄道、7頁。オリジナルの2023年11月10日時点におけるアーカイブ。2023年11月10日閲覧。
10. ↑  「■室蘭線(沼ノ端・岩見沢間)」『駅別乗車人員  特定日調査（平日）に基づく』（PDF）（レポート）北海道旅客鉄道、2024年、7頁。オリジナルの2024年11月25日時点におけるアーカイブ。2024年9月9日閲覧。

### 新聞記事
1. ↑  「札鉄 室蘭、千歳、胆振の3線区 営業近代化スタート」『交通新聞』交通協力会、1980年5月18日、1面。
2. ↑  「沼ノ端駅北交通広場の供用開始」『苫小牧民報』苫小牧民報社、2005年11月15日。オリジナルの2016年6月10日時点におけるアーカイブ。2016年1月26日閲覧。
3. ↑  「「スーパーカムイ」デビュー」『交通新聞』交通新聞社、2007年10月2日、1面。
4. ↑  「｢沼ノ端｣が特急停車駅に」『苫小牧民報』苫小牧民報社、2007年10月1日。オリジナルの2016年6月10日時点におけるアーカイブ。2016年1月26日閲覧。
5. ↑  「沼ノ端自由通路渡り初め」『苫小牧民報』苫小牧民報社、2007年12月18日。オリジナルの2016年6月10日時点におけるアーカイブ。2016年1月26日閲覧。
6. ↑  「沼ノ端発 「自由通路」開通 記念式典で祝う」『 北海道新聞』北海道新聞社、2007年12月19日
7. ↑  「スーパー激戦区の苫小牧・沼ノ端 コープ開店で競争過熱」『北海道新聞』北海道新聞社、2024年11月14日。